# حوزه انتخابیه سوم آیووا
حوزه انتخابیه سوم آیووا یک حوزه انتخابیه مجلس نمایندگان آمریکا است که در ایالت آیووا قرار دارد.